# پربن لاندرن کریستنسن
پربن لاندرن کریستنسن (انگلیسی: Preben Lundgren Kristensen; ۲۸ نوامبر ۱۹۲۳ – ۱۷ مهٔ ۱۹۸۶) دوچرخه‌سوار اهل دانمارک بود.